# Guja (Węgorzewo)
Guja (deutsch Groß Guja) ist ein Dorf in der polnischen Woiwodschaft Ermland-Masuren und gehört zur Stadt- und Landgemeinde Węgorzewo (Angerburg) im Powiat Węgorzewski (Kreis Angerburg).

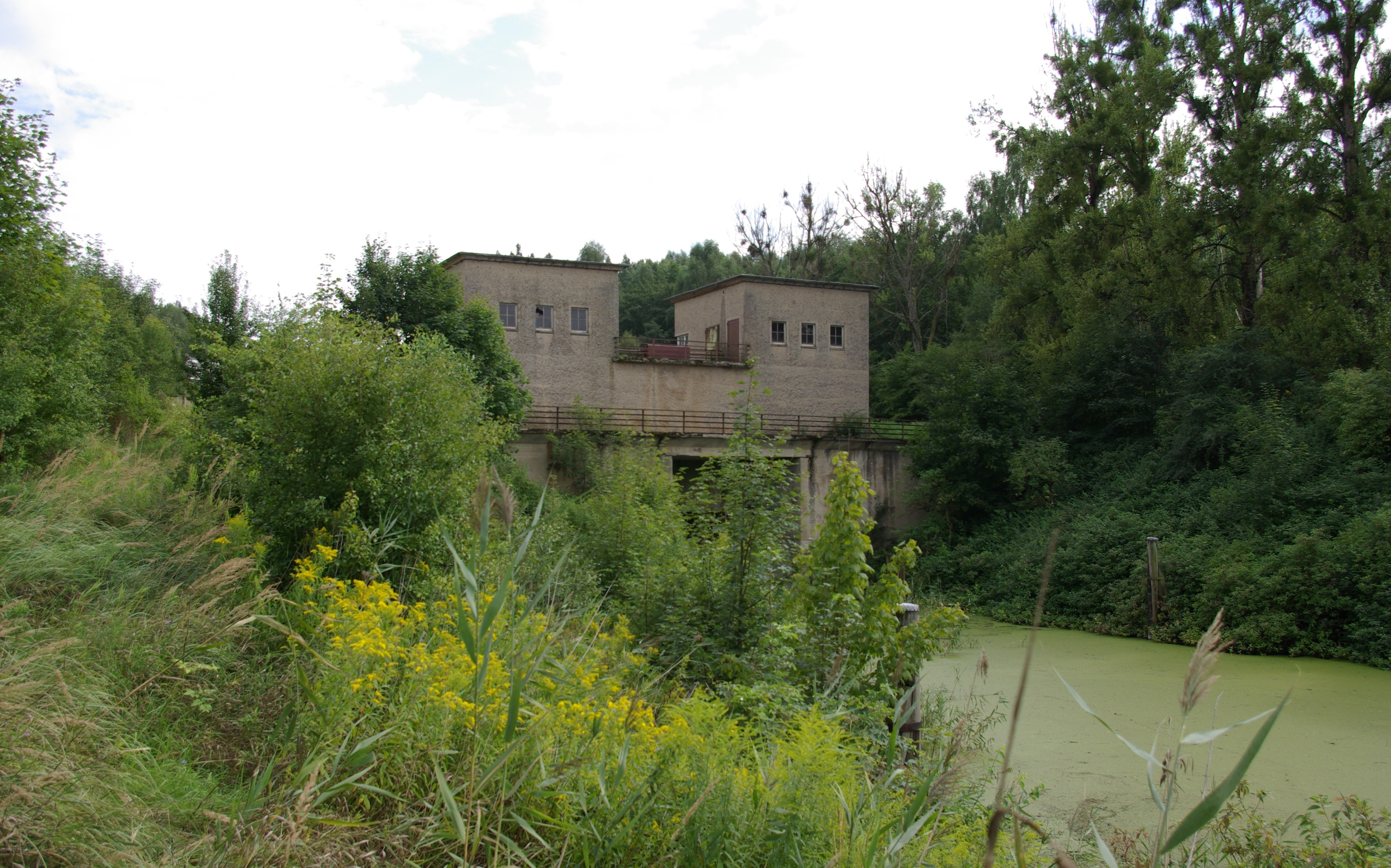
Die Schleuse Sandhof bei Guja (Groß Guja)

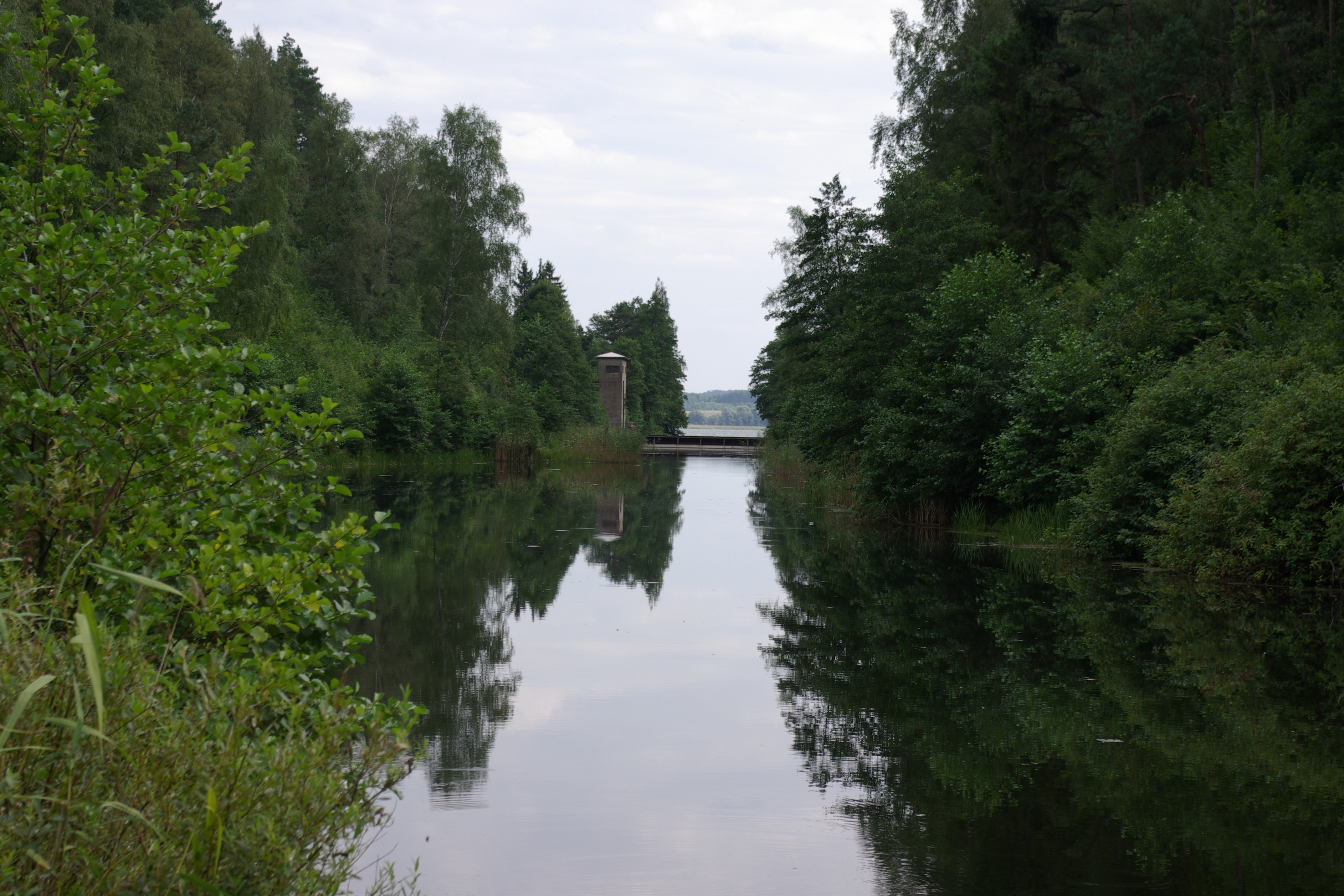
Das Walzenwehr Sandhof bei Guja

## Geographische Lage
Guja liegt im Nordosten der Woiwodschaft Ermland-Masuren, nördlich des Rehsauer Sees (polnisch Jezioro Rydzówka) und östlich der Masurischen Kanals (Kanał Mazurski). Bis zur Kreisstadt Węgorzewo (Angerburg) sind es zehn Kilometer in südöstlicher Richtung.

## Geschichte
Seit dem Jahre 1384 ist das damals Goye genannte Dorf erwähnt. In der nachfolgenden Zeit hieß der Ort auch Goya sowie Groß Guga (nach 1818), dann bis 1945 Groß Guja. Am 6. Mai 1874 wurde Groß Guja Amtsdorf und damit namensgebend für einen neuen Amtsbezirk, der bis 1945 bestand und zum Kreis Angerburg im Regierungsbezirk Gumbinnen der preußischen Provinz Ostpreußen gehörte.
Im Jahre 1910 zählte Groß Guja 255 Einwohner. Am 30. September 1928 vergrößerte sich der Ort um die Nachbardörfer Klein Guja (heute nur noch die einbezogene Ortschaft Neu Guja (Nowa Guja) existent) und Klein Dombrowken (1938 bis 1945 Dammfelde, polnisch Dąbrówka Mała). Die Zahl der Einwohner stieg bis 1933 auf 451 und belief sich 1939 noch auf 447.
Im Jahre 1945 wurde Groß Guja in Kriegsfolge mit dem gesamten südlichen Ostpreußen an Polen überstellt und erhielt die polnische Namensform Guja. In das Ortsgebiet einbezogen wurden die vorher Sandhof (polnisch Rydzówka Mała) in der Landgemeinde Rehsau (Rydzówka) zugeordneten Bauwerke am Masurischen Kanal (polnisch Kanał Mazurski): die Schleuse (polnisch Śluza Piaski) und das Walzenwehr (Jaz walcowy Piaski).
Heute ist Guja Sitz eines Schulzenamtes (polnisch Sołectwo), in das neben Guja auch Nowa Guja (Neu Guja) eingegliedert ist. Als solches ist Guja eine Ortschaft im Verbund der Stadt- und Landgemeinde Węgorzewo im Powiat Węgorzewski, vor 1998 der Woiwodschaft Suwałki, seither der Woiwodschaft Ermland-Masuren zugehörig.

### Amtsbezirk Guja (1874–1945)
Der 1874 neu errichtete Amtsbezirk Guja wurde anfangs aus acht Dörfern gebildet. Zum Schluss waren es nur noch drei:
| Name             | Änderungsname 1938 bis 1945 | Polnischer Name | Bemerkungen                        |
| ---------------- | --------------------------- | --------------- | ---------------------------------- |
| Biedaschken      | Wieskoppen                  | Biedaszki       |                                    |
| Groß Guja        |                             | Guja            |                                    |
| Groß Wessolowen  | Raudensee                   | Wesołowo        |                                    |
| Klein Dombrowken | Dammfelde                   | Dąbrówka Mała   | 1928 nach Groß Guja eingemeindet   |
| Klein Guja       |                             |                 | 1928 nach Groß Guja eingemeindet   |
| Klein Wessolowen |                             |                 | 1891 nach Leopoldshof eingemeindet |
| Leopoldshof      |                             | Wesołowko       | 1928 nach Biedaschken eingemeindet |
| Neu Guja         |                             | Nowa Guja       | 1910 nach Klein Guja eingemeindet  |

Am 1. Januar 1945 gehörten lediglich noch die drei Gemeinden Groß Guja, Raudensee und Wieskoppen zum Amtsbezirk Guja.

## Religionen

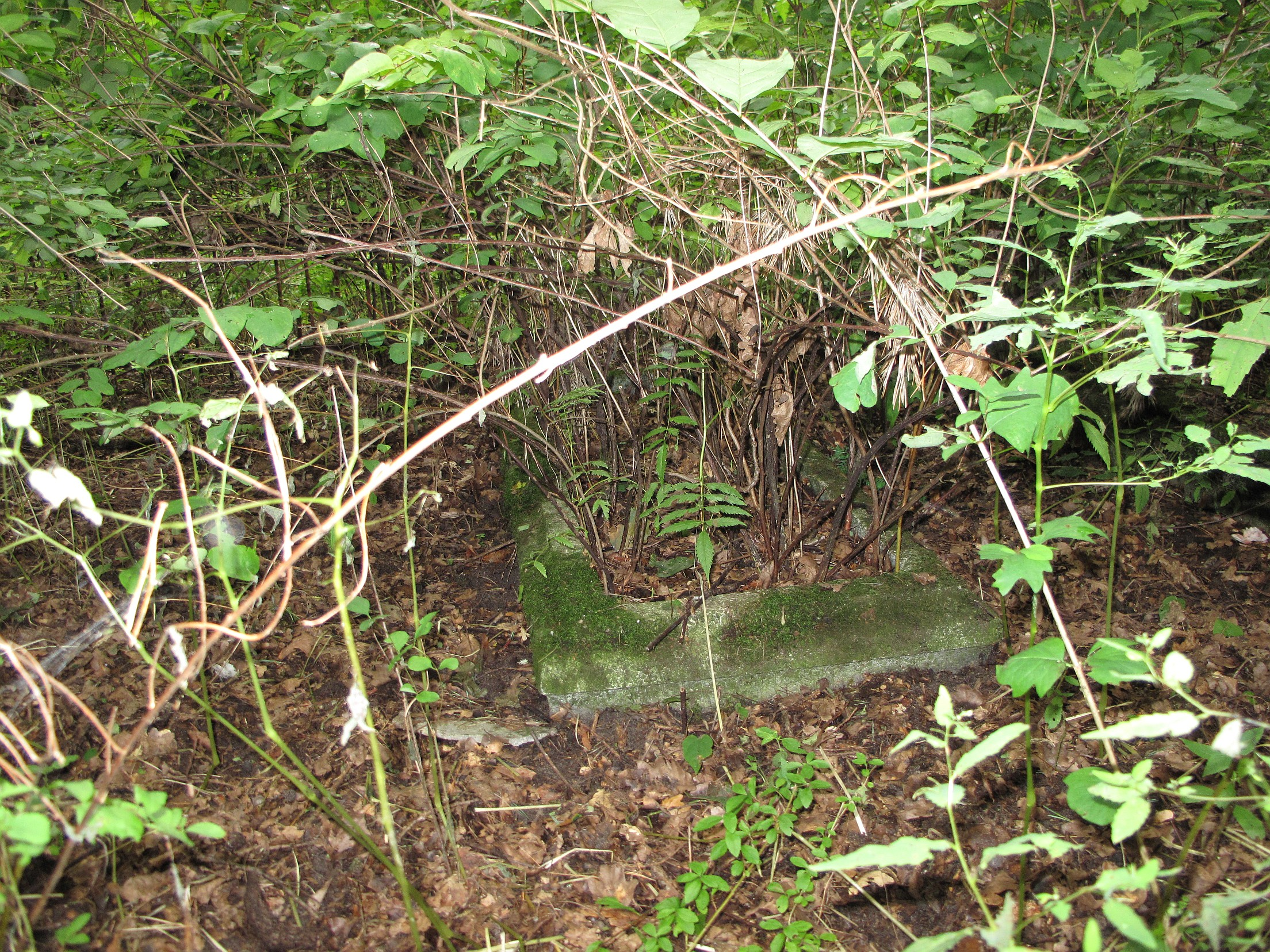
Grabstelle auf dem alten evangelischen Friedhof in Guja (Groß Guja)

Groß Guja war bis 1945 zum einen in die evangelische Kirche Engelstein im Kirchenkreis Angerburg in der Kirchenprovinz Ostpreußen der Kirche der Altpreußischen Union, zum andern in die katholische Pfarrkirche Zum Guten Hirten in Angerburg im Dekanat Masuren II (Sitz: Johannisburg, polnisch Pisz) im damaligen Bistum Ermland eingepfarrt. Noch heute ist der alte evangelische Friedhof (polnisch Cmentarz ewangelicki) vorhanden, auf dem – trotz massiver Verwilderung – noch einige Grabstellen erkennbar sind.
Heute gehört Guja katholischerseits zur Pfarrkirche St. Josef in Węgielsztyn im Dekanat Węgorzewo im Bistum Ełk (Lyck) der Römisch-katholischen Kirche in Polen, evangelischerseits zur Kirchengemeinde in Węgorzewo, einer Filialgemeinde der Pfarrei Giżycko (Lötzen) in der Diözese Masuren der Evangelisch-Augsburgischen Kirche in Polen.

## Verkehr
Guja liegt an einer Nebenstraße, die die polnische Landesstraße DK 63 (einstige deutsche Reichsstraße 131) bei Prynowo (Prinowen, 1938 bis 1945 Primsdorf) sowie Brzozowo (Brosowen, 1938 bis 1945 Hartenstein) mit Bajory Małe (Klein Bajohren, 1938 bis 1945 Kleinblankenfelde) und Brzeźnica (Birkenfeld) unmittelbar an der polnisch-russischen Staatsgrenze verbindet. Sie wird in Guja von einer anderen Nebenstraße gekreuzt, die von Pasternak (Waldhof) nach Rydzówka Mała (Sandhof) führt.
Eine Bahnanbindung existiert nicht.

## Söhne und Töchter von Guja
- Heinrich Dembowski (1812–1901), Philologe, Direktor des Kgl. Waisenhauses und Progymnasiums in Königsberg